# ألبرت توريس
ألبرت توريس (بالإسبانية: Albert Torres Barceló) مواليد 26 أبريل 1990 في مدينة منورقة، إسبانيا، هو سائق فورملا 1 إسباني.

## روابط خارجية
- ألبرت توريس على موقع الاتحاد الدولي للدراجات (الإنجليزية)
- ألبرت توريس على موقع أرشيف الدراجات (الإنجليزية)
- ألبرت توريس على موقع إحصائيات الدراجات الإحترافية (الإنجليزية)
- ألبرت توريس على موقع نسبة الدراجات (الإنجليزية)
- ألبرت توريس على موقع CycleBase (الإنجليزية)
- ألبرت توريس على موقع اللجنة الأولمبية الدولية (الإنجليزية)
- ألبرت توريس على موقع أوليمبيديا (الإنجليزية)
- ألبرت توريس على موقع اللجنة الأولمبية الإسبانية (الإسبانية)